# Museo Alfercam (Avilés)
El Museo Alfercam es un museo privado, temporalmente cerrado, dedicado a los instrumentos musicales étnicos y a la automoción en Avilés, Asturias, España. El nombre del museo proviene de una combinación de los apellidos de los dueños: los hermanos Alfredo y Fernando Campelo.
Se inauguró el 15 de diciembre de 2006, convirtiéndose en el primer museo de Avilés. Sus más de 1000 m² exhiben las colecciones de los hermanos Campelo. La colección particular de Alfredo Campelo está dedicada a instrumentos musicales étnicos (400 piezas aproximadamente) y la de Fernando Campelo exhibe en torno a 30 automóviles clásicos.
En diciembre de 2008 el Museo Alfercam anunció su primer cierre temporal por la escasez de apoyo público a la iniciativa. Finalmente, en mayo del 2012 el Museo comunicó un nuevo cierre temporal, no habiéndose reabierto al público desde entonces.